# Chad Szeliga

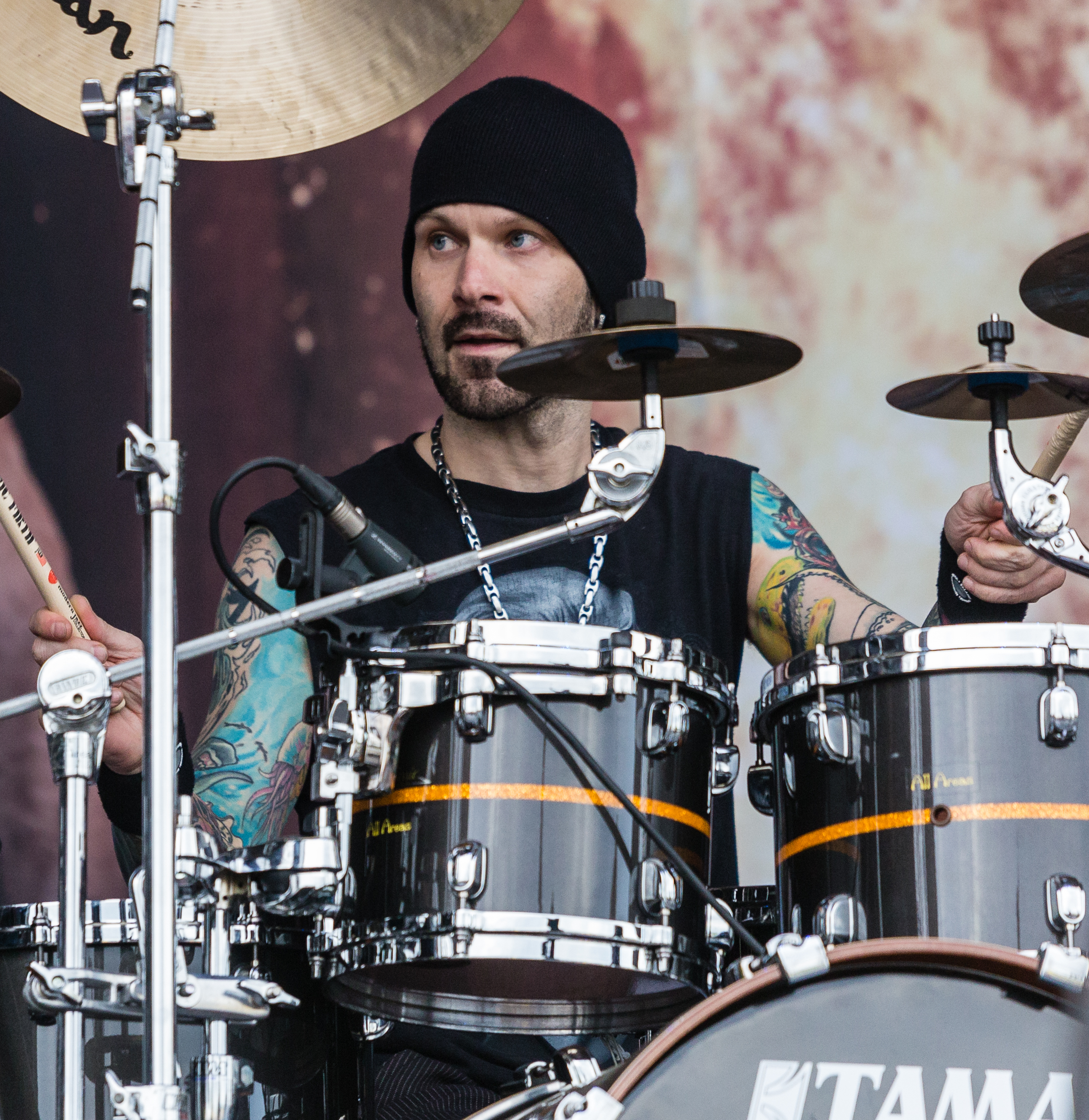
Chad Szeliga, 2017

Chad Szeliga (ur. 23 grudnia 1976 w Elyria w stanie Ohio) – amerykański perkusista. Chad Szeliga znany jest przede wszystkim z występów w zespole Breaking Benjamin, którego był członkiem w latach 2005–2013. W latach 2011–2012 i 2013–2014 występował w formacji Black Label Society. Muzyk współpracował ponadto z takimi zespołami i wykonawcami jak: Switched, Leo, Adrenaline Mob, Forever Oeuvre, APG, OurAfter, Crystal Bowersox oraz Hourcast.
Szeliga jest endorserem instrumentów i sprzętu muzycznego firm DW, Remo, Zildjian, Vic Firth oraz Vestal. Muzyk jest ponadto sponsorowany przez producenta napoju energetycznego Liquid Lightning.